# Liste der Geotope im Landkreis Fürth
Diese Liste enthält die Geotope des mittelfränkischen Landkreises Fürth in Bayern.
Die Liste enthält die amtlichen Bezeichnungen für Namen und Nummern des Bayerischen Landesamt für Umwelt (LfU) sowie deren geographische Lage. Diese Liste ist möglicherweise unvollständig. Im Geotopkataster Bayern sind etwa 3.400 Geotope (Stand März 2020) erfasst. Das LfU sieht einige Geotope nicht für die Veröffentlichung im Internet geeignet. Einige Objekte sind zum Beispiel nicht gefahrlos zugänglich oder dürfen aus anderen Gründen nur eingeschränkt betreten werden.
| Name                                                | Bild | Geotop ID | Gemeinde / Lage     | Geologische Raumeinheit | Beschreibung | Fläche m² / Ausdehnung m | Geologie                                           | Aufschlussart       | Wert      | Schutzstatus      | Bemerkung |
| --------------------------------------------------- | ---- | --------- | ------------------- | ----------------------- | --- | ------------------------ | -------------------------------------------------- | ------------------- | --------- | ----------------- | --------- |
| Ehemalige Tongrube E von Langenzenn                 |      | 573A001   | Langenzenn Position | Sandsteinkeuperregion   | Aufgeschlossen sind Steinmergelbänke und ein rotes Lettenpaket in den Lehrbergschichten. Im Umfeld des Geotops liegen mehrere Tongruben, die teilweise noch betrieben werden und teils durch Nachfolgenutzungen unterzugehen drohen. Bei einer Befahrung 2010 war das Geotop vollständig zugewachsen und das Gestein nur in Erosionsrinnen erkenntlich.                       | 2000 100 × 20            | Typ: Schichtfolge Art: Tonmergelstein              | Hanganriss/Felswand | bedeutend | kein Schutzgebiet |           |
| Ehem. Steinbrüche am Druidenstein SE von Keidenzell |      | 573A002   | Langenzenn Position | Sandsteinkeuperregion   | Mehrere historische Sandsteinbrüche im Mittleren Burgsandstein, der hier auch uranhaltige Aktivarkosen beinhaltet. In der Nähe erinnert ein Gedenkstein an die ehemals vorhandene Felsformation. | 1000 50 × 20             | Typ: Gesteinsart Art: Sandstein                    | Steinbruch          | bedeutend | kein Schutzgebiet |           |
| Verwerfung bei Banderbach                           |      | 573A003   | Zirndorf Position   | Sandsteinkeuperregion   | Die künstliche Böschung am nordöstlichen Ortsrand erschließt wenig verfestigte Ton- und Sandsteine im Blasensandstein. Als Besonderheit sind hier mehrere Störungsflächen zu erkennen. Zwischen zwei eng beieinander liegenden, nach Nordosten einfallenden Störungen wurde eine kleine Scholle etwa drei Meter gehoben. Eine Infotafel erläutert die Geologie am Aufschluss. | 30 15 × 2                | Typ: Störung, Gesteinsart Art: Sandstein, Tonstein | Böschung            | wertvoll  | Naturdenkmal      |           |